# Фомин, Денис Сергеевич
Денис Сергеевич Фомин (укр. Денис Сергійович Фомін; род. 21 июля 1986, Жеребково, Одесская область) — украинский волейболист, выступавший на позиции либеро. Мастер спорта Украины.

## Биография
Денис Фомин начал заниматься волейболом в школьные годы в городе Красный Луч под руководством Терезы Сергеевны Ахметовой. Позже продолжил обучение и спортивную подготовку в Луганском спортинтернате, где занимался у Валентина Николаевича Печенко.
После окончания школы стал игроком команды из Сум, выступавшей в Высшей лиге Украины под руководством Владимира Бабкова. Однако после расформирования коллектива перешёл в клуб «Маркохим». Когда и мариупольская команда прекратила своё существование из-за финансовых трудностей, Фомин по приглашению Юрия Филиппова присоединился к харьковскому «Локомотиву».
В дальнейшем играл за казахстанский «Тараз», винницкое «Сердце Подолья» и французский «Камбре». С 2020 по 2024 год являлся игроком «Эпицентр-Подоляны». С августа 2024 года Фомин является тренером в волейбольной школе «Натке» в канадском городе Калгари, основателями которой являются другие украинские волейболисты.
С 2009 года выступал за сборную Украины. Победитель Евролиги 2017 года и серебряный призёр 2021 года. Участник чемпионатов Европы 2019 и 2021 годов. На чемпионате мира 2022 года вместе с командой дошёл до 1/4 финала.

## Достижения
- Чемпион Украины (10): 2009/10, 2010/11, 2011/12, 2012/13, 2013/14, 2014/15, 2015/16, 2016/17, 2021/22, 2023/24[7][5]
- Победитель Кубка Украины (7) : 2009/10, 2010/11, 2011/12, 2012/13, 2013/14, 2014/15, 2015/16, 2023/24[7][5]
- Победитель Суперкубка Украины: 2017/18, 2023/24[7][5]
- Лучший либеро чемпионата Украины: 2011/12, 2012/13[8]
- Лучший либеро Кубка Украины: 2017/18, 2018/19[7]
- Приз «честной игры» чемпионата Украины: 2017/18[9]